# Sally Stucki
Pour les articles homonymes, voir Stucki.
Sally Stucki, née le 26 novembre 2002, est une cavalière suisse de voltige.

## Carrière
Aux Jeux équestres mondiaux de 2014 à Caen, elle est médaillée d'argent en voltige par équipes avec Nadja Büttiker, Ramona Näf, Martina Büttiker, Tatjana Prassl et Nathalie Bienz. 